# 1694年臺灣
1694年台灣正處於大清帝國統治之下的清治時期。

## 政府

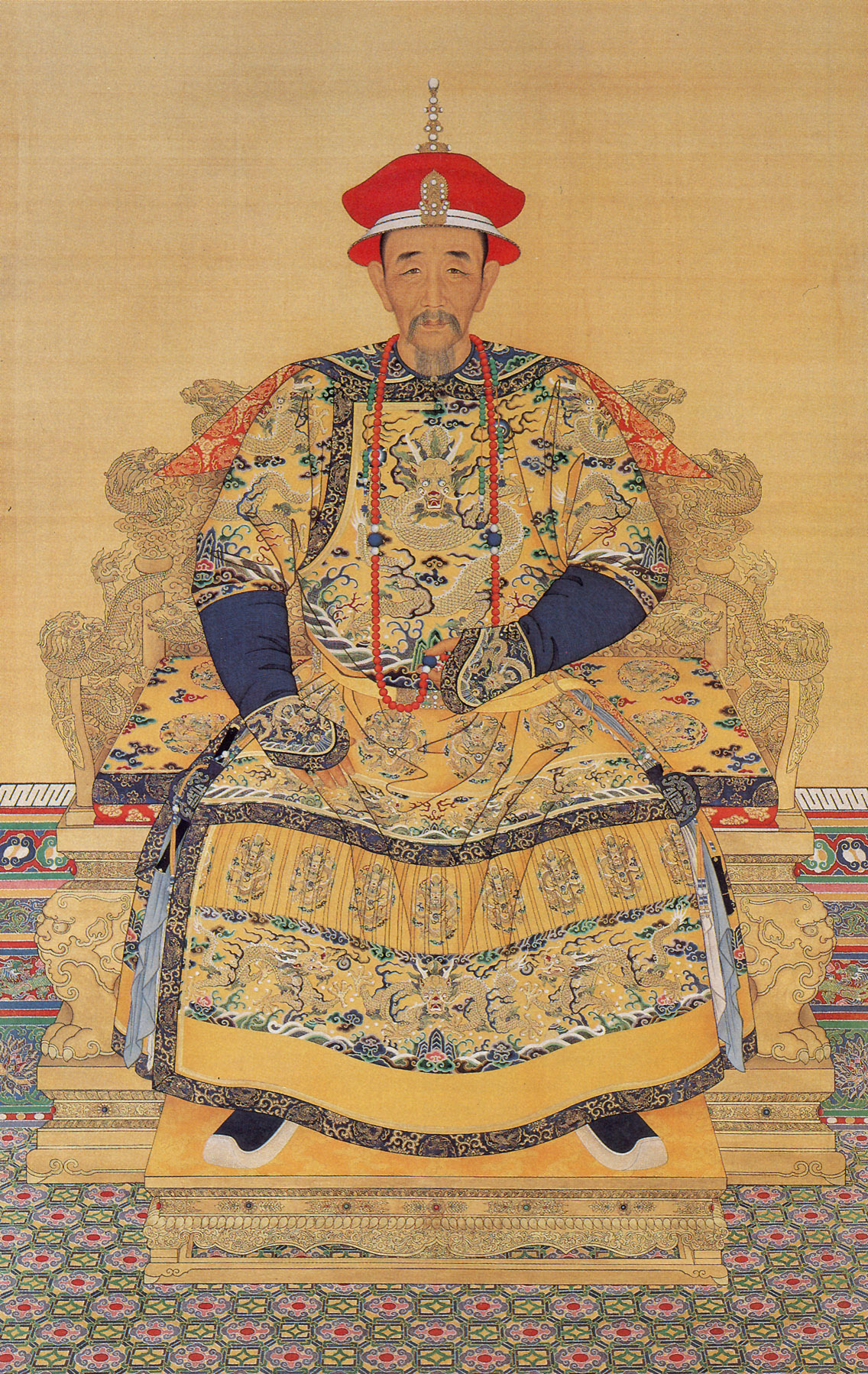
清朝皇帝：康熙帝
臺灣府知府：齊體物

### 成員變動

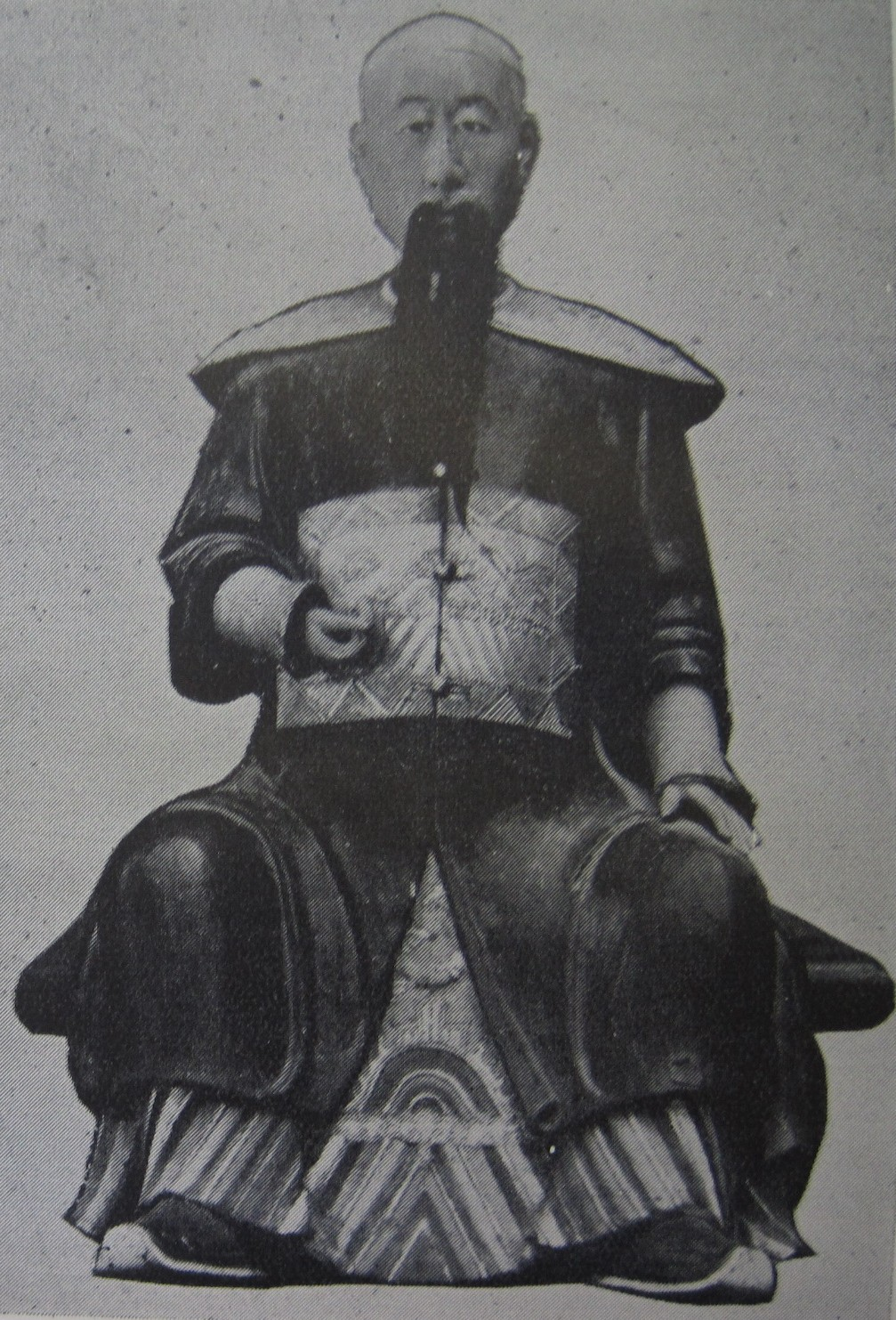
臺灣府知府：吳國柱

## 大事記
- 4月24日：台灣發生一場大地震，規模高達芮氏規模7.0，[1]史稱康熙大地震。之後仍餘震不斷，最後形成台北大湖。

## 出生
- 施士安，台灣地方仕紳。